# Ministre des Affaires étrangères (Finlande)
Le ministre des Affaires étrangères de Finlande (en finnois : Ulkoasiainministeri et en suédois : Utrikesminister) supervise les affaires étrangères au ministère des Affaires étrangères de la Finlande. 
Le poste est actuellement détenu par Elina Valtonen.

## Mandat constitutionnel
L'article 93 de la Constitution de la Finlande, titrée Pouvoirs en matière d'affaires internationales ((fi) Toimivalta kansainvälisissä asioissa), dispose :
« Le Président de la République, en collaboration avec le gouvernement, dirige la politique étrangère de la Finlande.

Le Parlement approuve néanmoins les obligations internationales et leur dénonciation, et décide de la mise en application des obligations internationales en tant que prévu par la présente Constitution. Le Président de la République décide de la paix et de la guerre avec le consentement du Parlement.
Le gouvernement est chargé de la préparation au niveau national des décisions prises au sein de l'Union européenne, et décide des mesures prises par la Finlande qui y sont liées, sauf si une telle décision nécessite le consentement du Parlement.
Le Parlement participe à la préparation au niveau national des décisions prises au sein de l'Union européenne, conformément aux dispositions de la présente Constitution.

La communication à d'autres États et organisations internationales des prises de position d'importance, en matière de politique étrangère, est à la charge du ministre dont relève la politique étrangère. »
— Constitution de la Finlande
Ce dernier paragraphe spécifie la responsabilité constitutionnelle du ministre des Affaires étrangères.

## Titulaires successifs
| Ministre                      | Parti | Début mandat               | Fin mandat                | Gouvernement      | Nombre de mandat à ce poste |
| ----------------------------- | ----- | -------------------------- | ------------------------- | ----------------- | --------------------------- |
| Erkki Tuomioja                | SDP   | 17 avril 2003              | 24 juin 2003              | Jäätteenmäki      | 2e mandat                   |
| Erkki Tuomioja                | SDP   | 24 juin 2003               | 19 avril 2007             | Vanhanen I        | 3e mandat                   |
| Ilkka Kanerva Alexander Stubb | Kok   | 19 avril 2007 4 avril 2008 | 4 avril 2008 22 juin 2010 | Vanhanen II       |                             |
| Alexander Stubb               | Kok   | 22 juin 2010               | 22 juin 2011              | Kiviniemi         |                             |
| Erkki Tuomioja                | SDP   | 22 juin 2011               | 29 mai 2015               | Katainen et Stubb |                             |
| Timo Soini                    | ST    | 29 mai 2015                | 6 juin 2019               | Sipilä            |                             |
| Pekka Haavisto                | Vihr  | 6 juin 2019                | 20 juin 2023              | Rinne et Marin    |                             |
| Elina Valtonen                | Kok   | 20 juin 2023               | en cours                  | Orpo              |                             |

## Sources
- (en) Cet article est partiellement ou en totalité issu de l’article de Wikipédia en anglais intitulé « Minister for Foreign Affairs (Finland) » (voir la liste des auteurs).

## Compléments